# Vanuatiska köket
Vanuatiska köket innehåller fisk, rotfrukter såsom taro och jams, frukter och grönsaker. De flesta öfamiljerna odlar mat i sina trädgårdar, och livsmedelsbrist är ovanligt. Papaya, ananas, mango, matbanan och sötpotatis finns i stora mängder under stora delar av året. Kokosmjölk och kräm används för att smaksätta många rätter. Den mesta maten lagas med heta stenar eller genom kokning och ångning. Väldigt lite av maten steks eller friteras.